# Anagyrus coxalis
Anagyrus coxalis är en stekelart som beskrevs av John S. Noyes och Hayat 1994. Anagyrus coxalis ingår i släktet Anagyrus och familjen sköldlussteklar.
Artens utbredningsområde är Thailand. Inga underarter finns listade i Catalogue of Life.